# 名城大学附属高等学校
名城大学附属高等学校（めいじょうだいがくふぞくこうとうがっこう）は、愛知県名古屋市中村区新富町1丁目に所在する私立高等学校。通称は「名城」または「名城大附（名城大付）」。

## 概要
普通・商業・電気・機械の4科を有する男子校として運営してきたが、1999年の入学者から普通科と総合学科の2科制へ移行するとともに、順次男女共学化された。
8階建ての本館には2階、4階、6階を結ぶ4基のエスカレーターが設置されているほか、第二体育館に室内温水プールを持つ。2010年9月に新体育館（第一体育館）が完成。4階建てで1階は柔剣道場、2階は体育館になっており冷暖房完備。建設費は約13億円。
特進クラス以外は、名城大学の附属高校特別推薦入試を受けることができる。ただし受験可能な学部が在学するコースにより制限があり、推薦枠には限りがあるので、全員が受験可能とは限らない。
名鉄沿線ということで県内各地、また県外からも受験者がおり、一般入試での倍率が15倍前後と愛知県内の私立高校では最も高い。また、在学生数も愛知県内1位となっている。
2022年度より、普通科特別進学クラスが特進クラスへと、同科一般進学クラスが進学クラスへと名称変更された。
また、当年度特進クラス入学生より、特進クラスのカリキュラムが変更され、単位数が週35単位から週31単位となり、週4日あった7限授業が週1日となった。全校においても、学期制が3学期制から2学期制へと移行した。

## 制服
男子校時代には標準的な詰襟タイプの学生服であったが、1996年から現在はZUCCaの小野塚秋良デザインによるブレザーに変更されている。

## 校則

### 基本方針
教育方針の「しつけ教育を重んじ」にあるように生徒指導は厳しく、校則上も様々な制限がある。原動機付自転車も含めた自動車運転免許の取得やアルバイトは原則禁止されている。髪型にも規制があり、染髪は禁止されているほか、男子の頭髪は耳に掛からず、襟にあたらない髪型にすることが要求されている。

## 校訓
「知・徳・体」

## 歴史
- 1926年（大正15年）9月22日 - 名古屋高等理工科講習所として開校
- 1928年（昭和3年） - 名古屋高等理工科学校と改称
- 1942年（昭和17年） - 名古屋市中村区新富町に校舎を新築移転
- 1948年（昭和23年） - 学校教育法により名古屋文理高等学校として開校
- 1951年（昭和26年） - 名城大学附属高等学校と改称（設置学科：普通・商業・電気・機械）
- 年月不明 - 商業・電気・機械科を順次廃止
- 1987年（昭和62年） - 開学60周年記念第二体育館（屋内温水プール）完成
- 1996年（平成8年）
  - 制服を改新
  - 普通科に上位クラスの英進科設置
- 1997年（平成9年） - 新校舎完成
- 1999年（平成11年）
  - 総合学科を設置
  - 普通科特別進学クラスを共学化
- 2003年（平成15年）
  - 普通科を共学化
  - 普通科国際クラスを設置
- 2004年（平成16年） - 総合学科の共学化による全学科男女共学化
- 2006年（平成18年） - スーパーサイエンスハイスクール（SSH）に指定
- 2010年（平成22年）9月11日 - 新第一体育館完成
- 2014年（平成26年） - スーパーグローバルハイスクール（SGH）に指定[1]
- 2022年（令和4年） - 学期制を3学期制から2学期制 （前後期制）に移行
- 2023年（令和5年） - 第2体育館にて火災が発生し、全焼[2]

## 学科

### 普通科
（2022年度からの新カリキュラム）
コースを問わず2年次での選択科目を3年次に継続して履修する。
- 特進クラス[3]
  - 理系
    - 物理・生物から一科目選択

  - 文系
    - 日本史探究・世界史探究・地理探究から一科目選択
- スーパーサイエンスクラス[4]
  - 物理・生物から一科目選択（2年次より）
- 国際クラス[5]
  - 日本史探究・世界史探究・地理探究から一科目選択（2年次より）
- 進学クラス
  - 理系[6]
    - 物理・生物から一科目選択（2年次より）

  - 文系[7]
    - 地理探究・日本史探究・世界史探究から一科目選択（2年次より）

### 総合学科[8]
文系・理系ならびに総合学科での系列選択は2年進級時に行われる。ここでは、文系・理系の科目選択だけでなく、幅広い科目の選択が可能である。
- 理系
  - 数理系列
- 文系
  - 社会探究系列
  - 地域交流系列
  - ビジネス系列

### SSH
2006年（平成18年）度に指定され、現在4期目。SSH校の中核を担うコアSSHに指定されている。
- スーパーサイエンスクラスの設置
- SS1･SS2等の学校設定科目の実施
- 科学系クラブ（メカトロ部･自然科学部）の支援
- 高大連携講座やサロン学習（「名城サロン」）の実施

## 学校行事

### 前期
4月
- 入学式
- 新入生オリエンテーション
- 始業式
- 1年到達度テスト（スタディサプリ）
- 2・3年実力試験
- 全校一斉健康診断
- スポーツテスト

6月
- 前期中間試験
- SSH高大連携講座
- 名城オリンピック - 3日間にわたって行われる。主な競技内容は、陸上競技、バレーボール（男女混合）、ミニサッカー（男子）、ドッジボール（女子）、長縄跳びである。

7月
- 進研総合学力テスト（1・2年生）
- SSH高大連携講座
- SSH東海地区フェスタ
- 夏期補習
- 名城大学オープンキャンパス（ドーム前）
- 夏期講習

8月
- 名城大学オープンキャンパス（天白・八事）
- 夏期講習
- 普通科国際クラス修学旅行（2年生） - インドネシアが行き先である。

9月
- 前期期末試験
- 終業式
- 三者面談
- SSH高大連携講座
- 開学記念日

### 後期
10月
- 文化祭 - 三日間のなかで、クラス発表や有志発表、芸術鑑賞などの各プログラムが行われる。
- 生徒会役員選挙
- 後期中間試験
- 総合学科（社会探究系列と地域交流系列）修学旅行（2年生） - 台湾が行き先である。
- 総合学科（ビジネス系列と数理系列）修学旅行（2年生） - 沖縄県が行き先である。
- 公開見学会  - 二週連続で土曜日に行われる。

11月
- SSH高大連携講座
- 進研総合学力テスト（1・2年生）

12月
- 保護者会

1月
- 大学入学共通テスト（3年生）
- 進研総合学力テスト（1・2年生）
- 本校入学試験

2月
- 学年末試験

3月
- 普通科 修学旅行（2年生） - これまでは沖縄県が行き先であったが、2018年（平成30年）度より九州北部となった。
- SSクラス 修学旅行（2年生） - 行き先はタイである。
- 卒業式
- 修了式
- 新入生事前説明会

## 部活動

### 体育・運動部
- 柔道部
- ウエイトリフティング部 - 第60回国体優勝。
- 卓球部
- 陸上競技部
- 剣道部
- 男子ハンドボール部 - 第16回・第24回全国高等学校総合体育大会ハンドボール競技大会優勝。
- 女子ハンドボール部
- 男子バスケットボール部
- 女子バスケットボール部
- 男子バレーボール部 - 過去インターハイに4回（1998・2001・2006・2009年）春高に1回（1998年）出場している。
- 女子バレーボール部
- サッカー部（男）
- 体操競技部（男） - 毎年、東海地区予選会上位を独占、全国大会でも優勝選手を多く輩出している。
- 軟式野球部（男） - 第54回全国高等学校軟式野球選手権大会準優勝。-第77回（2023）［愛知県高等学校総合体育大会］優勝-【東海】第70回東海高校総合体育大会・軟式野球競技（2023春）３位-第68回全国高校軟式野球選手権愛知県大会（2023夏）Aゾーン優勝-私学祭体育大会（2023）3位　-第69回全国高等学校軟式野球選手権愛知県大会2024優勝　令和6年度 秋季愛知県高等学校 愛知県大会 軟式野球競技　優勝
- 硬式野球部（男）
- ラグビー部（男）
- 男子テニス部
- 女子テニス部
- 水泳部
- バドミントン部
- スキー部
- ダンス部（女） - 2005年ナショナルズ大会（国際大会）出場。
- チアリーディング部（女） - 2009年～チアリーディング日本選手権大会（JAPAN CUP）出場。※2022年度をもって新入部員の募集を停止。

### 文化部
- 放送部
- 美術部
- 写真部
- 吹奏楽部
- メカトロ部 - WRO JAPAN（全国大会）出場。
- 文芸部
- 演劇部
- 茶華道部
- 自然科学部（部員数が最大）

### 同好会
- クラフト同好会（平成30年（2018年）度より新設）
- 鉄道研究同好会
- 英語研究同好会

## 火災
2023年10月23日午後8時ごろ、同校の第2体育館から出火し、屋内プールの部分を除いた1360平方メートルが全焼した。放火の形跡は見当たらず、体育館内の設備トラブルによる失火の可能性が高いことがわかった。同体育館は36年前にできたもので、同月25日の朝に学校から生徒らに対して「電気設備の故障の可能性がある」と説明があった。火災直前まで同体育館では部活動が行われていたが、出火10分前に全ての部活動が終了していたため、けが人は出ていない。なお、同校は安全のため翌日の24日は臨時休校とし、同月25日には授業を再開した。

## 著名な卒業生
- 徳田耕一 - 作家（交通ジャーナリスト）、鈴鹿国際大学客員教授
- 中嶋悟 - 元F1ドライバー、中嶋企画代表取締役社長、日本レースプロモーション取締役会長
- 後藤達俊 - プロレスラー（フリー、元新日本プロレス）
- 桂竹丸 - 落語家
- 三遊亭栄豊満 - 落語家
- 神谷利徳 - インテリアデザイナー、名古屋造形大学客員教授
- 中村達也 - ドラマー（元BLANKEY JET CITY）
- 矢野武 - フリーアナウンサー
- 小島忍 - お笑いトリオ・コンビ「底ぬけAIR-LINE」のメンバー
- SEAMO - ラッパー、シンガーソングライター
- 山内卓也 - 競輪選手
- 石橋磨季 - 性同一性障害の写真家
- 佐藤嘉洋 - K-1選手
- ゆーやん - 放送作家
- 早川朋宏 - 自転車競技（ロードレース）選手
- 奥村うどん-お笑い芸人（スタンダップコーギー）
- Tack（タク）-ロックバンド「Hundred Percent Free 」のボーカリスト

## 交通アクセス

### 鉄道
名古屋鉄道
- 名古屋本線 東枇杷島駅下車徒歩約5分（普通電車のみ停車）。
- 名古屋本線 栄生駅下車徒歩約10分（急行停車駅）。

名古屋市営地下鉄
- 東山線 本陣駅下車徒歩約15分。
- 東山線 亀島駅下車徒歩約20分。

東海旅客鉄道（JR東海）
- 東海道本線 枇杷島駅下車徒歩約20分。
  - 学校敷地のすぐ東側を東海道新幹線とともに高架で通過しているが近くに駅は設置されておらず、JRの場合は庄内川を越えた清須市にある枇杷島駅が最寄りとなる。

JR東海交通事業
- 城北線 枇杷島駅下車徒歩約20分。

### 路線バス
名古屋市営バス
- 名古屋駅前発 （系統：名駅29系統）「新富町」バス停下車徒歩約2分。

## 周辺
- 名鉄病院
- 名鉄東枇杷島駅
- 名鉄栄生駅
- 名古屋車両所
- トヨタ産業技術記念館
- ノリタケの森
- 庄内川
- 枇杷島橋緑地

## 近隣の高校
- 愛知県立名古屋西高等学校
- 愛知県立中村高等学校
- 名古屋市立西陵高等学校